# ژاک کرابال
ژاک کرابال (به انگلیسی: Jacques Krabal) (زاده ۲۱ فروردین ۱۳۲۷) یک سیاستمدار فرانسوی است. او در ۲۸ خرداد ۱۳۹۱ از طرف حزب رادیکال چپ به عضویت مجلس ملی فرانسه انتخاب شد و در ۱۸ ژوئن ۲۰۱۷ مجدداً به عنوان بخشی از جمهوری در حرکت! به نمایندگی از حوزه انتخابیه پنجم دپارتمان آیسن انتخاب شد. او همچنین در۱ فروردین ۱۳۸۷به عنوان شهردار شاتو تیری انتخاب شد و در ۱۰ فروردین ۱۳۹۳ تا ۱۵ خرداد ۱۳۹۶ مجدداً انتخاب شد.